# زيزي البدراوي
زيزي البدراوي (9 يونيو 1944 - 31 يناير 2014)، ممثلة مصرية.

## المسيرة المهنية
اكتشفها المخرج عز الدين ذو الفقار فنيًا عام 1957 وقدمها في فيلم بور سعيد بدور صغير، أما المخرج حسن الإمام فقد أعاد اكتشافها واختار لها اسم زيزي على اسم ابنته منذ فيلمها الثاني عواطف عام 1958 ليقدمها في العديد من الأعمال السينمائية ومنها السبع بنات، وفيلم شفيقة القبطية.
حصلت على دور البطولة المطلقة مع كثير من نجوم عصرها مثل الفنان عبد الحليم حافظ في فيلم البنات والصيف، والفنان صلاح ذو الفقار في فيلم حب حتى العبادة، والفنان أحمد رمزي في فيلم آخر شقاوة، ومع الفنان شكري سرحان في سجين الليل.
كما قدمت العديد من الأعمال التليفزيونية ومن أبرزها مسلسلاتها: الرجل ذو الخمسة وجوه، طائر البحر، راس القط، حساب السنين، المال والبنون، بوابة الحلواني، حضرة المتهم أبي، نجمة الجماهير، ليالي الحلمية، حبيب الروح ومن المسرحيات التي عملت بها شيء في صدري، أولادنا في لندن، شقة مشتركة.

## الحياة الشخصية
تزوجت من المخرج عادل صادق في عام 1966 بعد أن تعارفا خلال فيلم حبي في القاهرة وخلال الإتفاق على الفيلم إعجاب ببعضهما وتم عقد قرانها عليه ولكن زواجها لم يستمر طويلا وحدث الانفصال، أعلنت في حوار سابق لمجلة الموعد في عددها الصادر يوم 27 أبريل 1972 أنها ندمت على زيجتها الأولى حيث لم تفكر جيدًا قبل الزواج ولهذا كان مصيره الفشل.
تزوجت بعد ذلك في بداية السبعينيات من أحد المحامين وكان يدعى «توفيق عبد الجليل» والذي أحبته كثيرا ولطالما كانت تردد سيرته خلال الحفلات ولقاءات الأصدقاء حتى أنها ابتعدت نسبيا عن السينما وأصبحت تقدم أعمالًا قليلة في العام الواحد، لم تستمر الزيجة طويلا إذ وقع الطلاق في نهاية عام 1988 ولم تتزوج بعدها، ولم تنجب أبناء من كلا زيجتها، من زوج شقيقتها هو وزوج أختها الصحفي والمنتج التلفزيوني جميل الباجوري وأبناؤهما المخرجون هادي وسامح الباجوري.

### وفاتها
في 30 ديسمبر 2013 تعرضت لأزمة صحية نقلت على إثرها إلى إحدى المستشفيات بمنطقة المهندسين وكانت زيزي تعاني من مرض سرطان الرئة فضلا عن معاناتها من أمراض القلب، ضيق التنفس، والشلل الرعاش.، وعانت من تجاهل عدد كبير من زملائها داخل الوسط الفني ولم يزرها غير عدد قليل من الفنانات منهن ميرفت أمين، رجاء الجداوي، دلال عبد العزيز، نهال عنبر ويسرا وإلهام شاهين في 30 يناير 2014 خرجت من المستشفى عائدة إلى بيتها لتصعد روحها إلى خالقها وهي في فراشها بمنزلها في اليوم التالي الموافق 31 يناير.
شُيّع جثمانها في 1 فبراير من مسجد مصطفى محمود بالمهندسين إلى مثواها الأخير وسط حالة من الحزن خيّمت على أفراد أسرتها والمقربين منها، وأدى المشيعون صلاة الجنازة على جثمانها حيث شارك في مراسم التشييع عدد من الفنانين من بينهم سمير صبري، نيللي كريم، لبلبة، نهال عنبر، رجاء الجداوي، رشوان توفيق، أشرف زكي، وسهير المرشدي فضلا عن أعضاء مجلس نقابة الممثلين. وأقيم العزاء بدار مناسبات مسجد الحامدية الشاذلية القريب من مسجد مصطفى محمود.

## أعمالها

### الأفلام
- 1954: أربع بنات وضابط
- 1957: حملة أبرهه على بيت الله الحرام
- 1957: بورسعيد
- 1958: عواطف
- 1959: حب حتى العبادة
- 1959: إحنا التلامذة
- 1959: أحلام البنات
- 1960: إني أتهم
- 1960: البنات والصيف
- 1960: أبو الليل
- 1961: بلا دموع
- 1961: المراهق الكبير
- 1961: السبع بنات
- 1962: يوم بلا غد
- 1962: كلهم أولادي
- 1962: قاضي الغرام
- 1962: شفيقة القبطية
- 1962: سلاسل من حرير
- 1962: بين القصرين
- 1963: عريس لأختي
- 1963: طريق الشيطان
- 1963: سجين الليل
- 1963: امرأة على الهامش
- 1964: حكاية نص الليل
- 1964: العمر أيام
- 1964: آخر شقاوة
- 1965: سكون العاصفة
- 1965: تاكسي
- 1965: الرجل المجهول
- 1965: أرملة وثلاث بنات
- 1965: آخر جنان
- 1966: حبي في القاهرة
- 1967: الدخيل
- 1968: جزيرة العشاق
- 1970: هروب
- 1970: الحب والثمن
- 1971: لست مستهترة
- 1973: البحث عن فضيحة
- 1974: عريس الهنا
- 1974: 24 ساعة حب
- 1975: شقة في وسط البلد
- 1976: غرام المهرج
- 1976: الحساب يا مدموازيل
- 1977: الوليد والعذراء
- 1978: اذكريني
- 1991: رجل في ورطة
- 1998: هارمونيكا
- 2001: جرانيتا
- 2004: حبك نار
- 2008: على جنب يا أسطى
- 2011: واحد صحيح
- 2012: متعب وشادية

### المسلسلات
- 1964: البنورة المسحورة
- 1965: الوهم
- 1967: نوسة
- 1967: قنديل أم هاشم
- 1967: الرجل ذو الوجه القبيح
- 1968: يوميات مدرسة
- 1969: الرجل ذو الخمسة وجوه
- 1970: السفينة التائهة
- 1971: جريمة الساعة 11
- 1971: الحمامة والصقر
- 1972: ملك اليانصيب
- 1972: طائر البحر
- 1972: المتهمة
- 1974: الحواجز الزجاجية
- 1977: ألوان من الحب
- 1977: لقيطة
- 1978: دمعة ألم
- 1978: إني خائفة
- 1979: نفوس معذبة
- 1979: أيام من الماضي
- الوهم والحقيقة: 1980
- 1980: راس القط
- 1982: عندما تحب المرأة
- 1984: خطوات الشيطان
- 1985: القشرة الذهبية
- 1986: الوريث
- 1987: العصفور والأفعى
- 1988: أهلا بالأحلام
- 1989: دنيا
- 1989: حساب السنين
- 1990: ليالي الحلمية (ج3)
- 1990: الغفران
- 1991: بين ثلاثة
- 1992: ليالي الحلمية (ج4)
- 1992: في قلب الليل
- 1992: المال والبنون (ج1)
- 1993: أوراق الخريف
- 1994: ليالي الحب والثأر
- 1994: عفوًا أيتها الأم
- 1994: بوابة الحلواني (ج2)
- 1995: مهما طال الزمن
- 1995: ليالي الحلمية (ج5)
- 1995: لن أمشي طريق الأمس
- 1995: شيء في صدري
- 1995: المال والبنون (ج2)
- 1995: الحب والطوفان
- 1996: والسلام ختام
- 1996: لقمة القاضي
- 1996: شقة الحرية
- 1996: بيت الجمالية
- 1996: اعترافاتي
- 1997: ويبقي أمل
- 1997: بوابة الحلواني (ج3)
- 1997: المتهم البريء
- 1997: الدوائر المغلقة
- 1998: من كل بيت حكاية
- 1998: عائلة الديناصورات
- 1998: رد قلبي
- 1998: حب تحت الحراسة
- 1998: أحلام وردية
- 1999: وبعد الظلام تشرق الشمس
- 1999: نهار وليل
- 1999: ميراث الشر
- 1999: لن تسرق عمري
- 1999: ربما نلتقي
- 1999: خلف الأبواب المغلقة
- 1999: حلم آخر الليل
- 1999: أنا وبناتي في الزحام
- 1999: الإعصار
- 2000: حلم العمر
- 2000: الفسطاط
- 2000: البصمة
- 2001: يعود الماضي يعود
- 2001: الخير ينتصر أحيانا
- 2002: نور القمر
- 2002: كومي و 3 بنات
- 2002: حلم ابن السبيل
- 2002: الطريق إلى الحقيقة
- 2002: الخيول
- 2002: الإمبراطور
- 2003: نجمة الجماهير
- 2003: مؤسسة شهر العسل
- 2003: آخر المشوار
- 2003: آخر الخط
- 2004: يا ورد مين يشتريك
- 2004: عيش أيامك
- 2004: القرار الأخير
- 2004: الصعود إلى القلب
- 2005: كارنتينا
- 2005: الست أصيلة
- 2006: المطعم تشي توتو
- 2006: حضرة المتهم أبي
- 2006: حبيب الروح
- 2007: نادي القلوب الجريحة
- 2007: لحظات حرجة
- 2007: غريب الدار
- 2007: عسكر وحرامية
- 2007: صوت من الماضي
- 2007: حق مشروع
- 2008: كلمة حق
- 2008: قلب ميت
- 2008: بنت من الزمن ده
- 2008: بنات في الثلاثين
- 2008: الفنار
- 2009: كلام نسوان
- 2009: الأشرار
- 2009: أفراح إبليس (ج1)
- 2009: أرواح هادئة
- 2009: آخر أيام الحب
- 2010: برة الدنيا
- 2010: بابا نور
- 2011: سمارة
- 2011: تلك الليلة
- 2012: قضية معالي الوزيرة
- 2012: بالأمر المباشر
- 2013: نقطة ضعف
- 2013: الصقر شاهين
- 2013: الركين
- 2014: البيت

### المسرحيات
- 1966: شيء في صدري
- 1973: أولادنا في لندن
- 1981: شقة مشتركة

## روابط خارجية
- زيزي البدراوي على موقع IMDb (الإنجليزية)
- زيزي البدراوي على موقع الدهليز
- زيزي البدراوي على موقع قاعدة بيانات الأفلام العربية
- زيزي البدراوي على موقع قاعدة بيانات الفيلم (الإنجليزية)